# Abstynencyjna edukacja seksualna

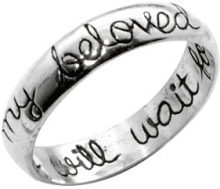
Obrączka czystości, używana przez takie organizacje jak Silver Ring Thing czy True Love Waits jako symbol obietnicy dochowania abstynencji do ślubu.

Abstynencyjna edukacja seksualna, inaczej edukacja seksualna oparta wyłącznie na abstynencji (ang. abstinence-only sex education) — forma edukacji seksualnej, która uczy o tym, by nie uprawiać seksu poza małżeństwem. Często wyklucza ona inne rodzaje edukacji w zakresie zdrowia seksualnego i reprodukcyjnego, takie jak kontrola urodzeń i bezpieczny seks. Kompleksowa edukacja seksualna obejmuje zaś zarówno kontrolę urodzeń, jak i abstynencję seksualną. Wyniki badań nie potwierdzają skuteczności edukacji seksualnej opartej wyłącznie na abstynencji. Stwierdzono, że jest ona nieskuteczna w zmniejszaniu ryzyka zakażenia HIV w krajach wysoko rozwiniętych. Nie zmniejsza ona wskaźnika aktywności seksualnej ani częstości nieplanowanych ciąż w porównaniu z kompleksową edukacją seksualną.

## Charakterystyka
Edukacja abstynencyjna uczy dzieci i młodzież, jak powstrzymywać się od aktywności seksualnej, propagując pogląd, że jest to jedyna pewna metoda na uniknięcie ciąży i chorób przenoszonych drogą płciową (STI). Zwracając szczególną uwagę na znaczenie „wartości rodzinnych”, programy te uczą również, że abstynencja do momentu zawarcia małżeństwa jest normą, zgodnie z którą należy żyć.

## Skuteczność
Systematyczne przeglądy badań oceniających edukację seksualną opartą wyłącznie na abstynencji wykazały, że jest ona nieskuteczna w zapobieganiu niechcianym ciążom lub rozprzestrzenianiu się STI, obok szeregu innych wad. Amerykańska Akademia Pediatryczna rekomenduje rezygnację ze stosowania edukacji seksualnej opartej wyłącznie na abstynencji, ponieważ została ona uznana za nieskuteczną oraz ponieważ media często przekazują informacje o braku abstynencji.

### Przenoszenie STI

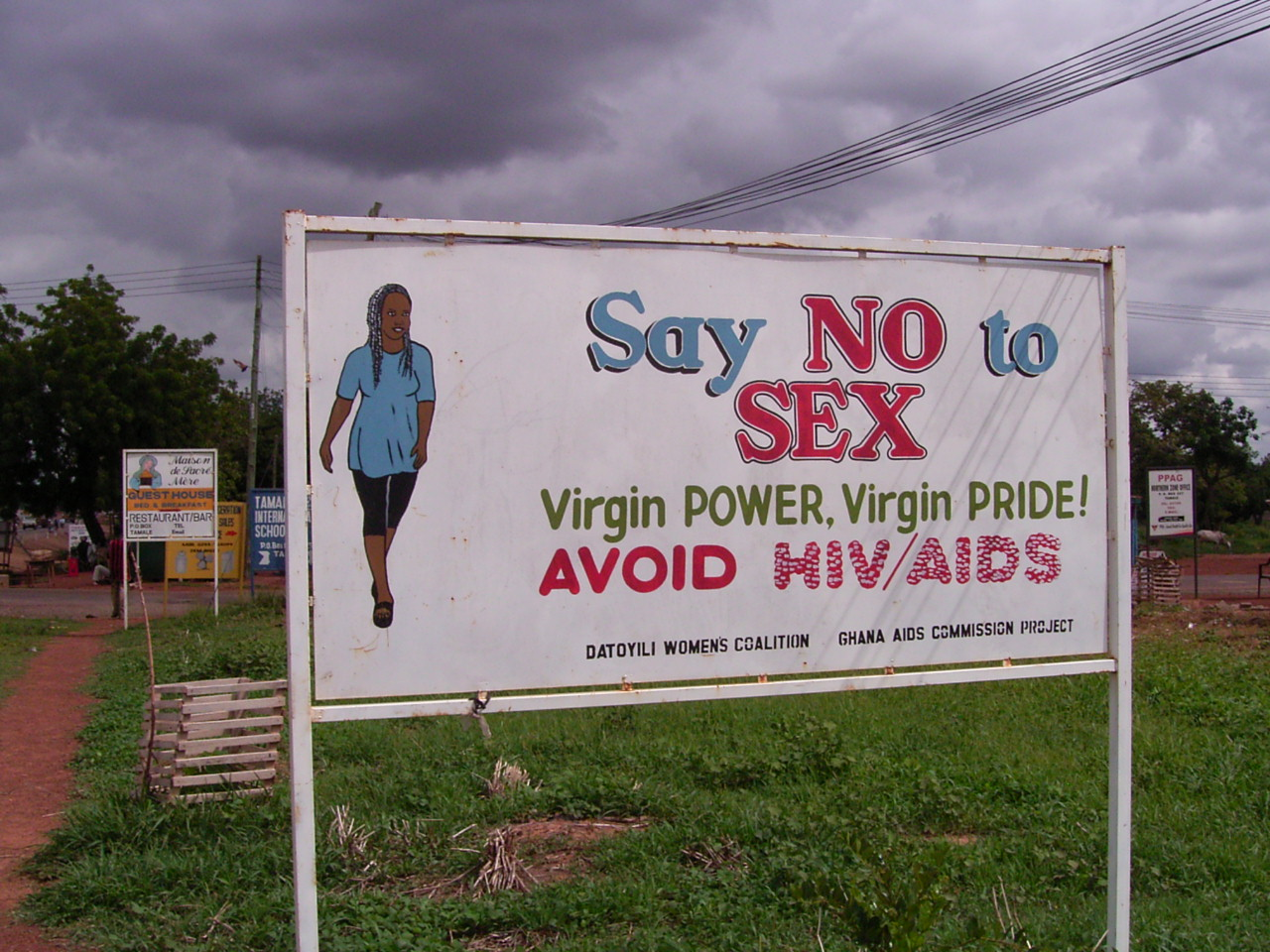
Znak promujący abstynencję w Ghanie jako sposób zapobiegania HIV/AIDS (2005 r.)

W meta-analizie z 2015 r. stwierdzono, że programy skoncentrowane na abstynencji nie miały wpływu na prawdopodobieństwo zachorowania na choroby przenoszone drogą płciową.
Systematyczny przegląd Cochrane'a sugeruje, że edukacja oparta wyłącznie na abstynencji nie zwiększa ani nie zmniejsza ryzyka HIV w państwach o wysokich dochodach. W krajach rozwijających się również brakuje dowodów na skuteczność. W 2008 roku Douglas Kirby dokonał przeglądu dowodów na skuteczność programów edukacyjnych opartych wyłącznie na abstynencji i nie znalazł zbyt wielu dowodów uzasadniających stosowanie takich programów. Meta-analiza z 2011 r. wykazała, że jest ona nieskuteczna w zmniejszaniu ryzyka zarażenia wirusem HIV wśród młodzieży. Ustalono również, że edukacja abstynencyjna zawiera wprowadzające w błąd informacje medyczne oraz wyklucza potencjalnie ratujące życie informacje o zmniejszaniu zagrożeń związanych z seksualnością.

#### HIV
Osoby w wieku 15–24 stanowią prawie połowę wszystkich nowych zakażeń HIV. Profilaktyka zakażenia HIV w tej grupie wiekowej polega na promocji zdrowia seksualnego, promocji opóźniania wieku inicjacji seksualnej, redukcji liczby partnerów seksualnych i częstości ich zmiany oraz stosowania prezerwatyw. Istotna jest edukacja seksualna osób młodych w ramach edukacji szkolnej, która pozwala na kształtowanie bezpiecznych zachować seksualnych oraz na zdobycie wiedzy odnośnie do zakażenia HIV i sposobów jego transmisji. Edukacja seksualna oparta wyłącznie na abstynencji do ślubu nie dostarcza informacji odnośnie do antykoncepcji, w tym stosowaniu prezerwatyw. Programy profilaktyki oparte na abstynencji mają ograniczoną skuteczność w ograniczaniu ryzykownych zachowań seksualnych i opóźnianiu wieku inicjacji seksualnej. W metaanalizie nie potwierdzono skuteczności w zmniejszeniu ryzyku zakażenia HIV. Ponadto są krytykowane za ograniczanie informacji o metodach profilaktyki o udowodnionej skuteczności w zapobieganiu zakażeniu HIV oraz dyskryminacji osób homoseksualnych.

### Ciąża
Istnieją dowody na nieefektywność edukacji seksualnej opartej wyłącznie na abstynencji aż do ślubu. Badania przeprowadzone w Stanach Zjednoczonych wykazały, że edukacja abstynencyjna jest pozytywnie skorelowana z częstością ciąż i porodów wśród nastolatków. Z drugiej strony kompleksowa edukacja seksualna prowadzi do zmniejszenia liczby porodów wśród nastolatków. Zmniejszenie wskaźnika ciąż wśród nastolatków w latach 1995-2002 było w dużej mierze spowodowane wprowadzeniem skuteczniejszej antykoncepcji, a zmniejszenie ryzyka zajścia w ciążę wśród nastolatków w wieku 18 lub 19 lat wynika z większej dostępności antykoncepcji.
Chociaż edukacja seksualna wiąże się z opóźnieniem pierwszego stosunku seksualnego, to jednak programy oparte wyłącznie na abstynencji nie wykazują takiego związku i zdają się nie wpływać na to, czy i kiedy młodzi ludzie zaczynają uprawiać seks.